# فرودگاه بین‌المللی کریستیانو رونالدو
فرودگاه بین‌المللی کریستیانو رونالدو (فرودگاه مادیرا سابق) یک فرودگاه همگانی باربری با کد یاتا FNC است که یک باند فرود آسفالت دارد و طول باند آن ۲۷۸۱ متر است. این فرودگاه در شهر مادیرا کشور پرتغال قرار دارد و در ارتفاع ۵۹ متری از سطح دریا واقع شده‌است.
در تاریخ ۲۲ ژوئیه ۲۰۱۶ به دلیل درخشش رونالدو در مسابقات یورو ۲۰۱۶ و قهرمانی پرتغال مسئولان فرودگاه نام آن را به فرودگاه کریستیانو رونالدو تغییر دادند.